# Инкерманский завод марочных вин
ООО «Инкерманский завод марочных вин» (ИЗМВ) — винодельческое предприятие, расположенное в Инкермане, в Севастополе. 
Инкерманский завод входит в состав группы компаний «Инкерман Интернешнл». Мощность Инкерманского завода марочных вин по возможностям единовременного хранения вин и виноматериалов составляет 1 050 000 декалитров, в 2019 году завод выпустил 11 500 000 бутылок вина, заводу принадлежит 2 700 гектар виноградников.

## История
Инкерманский завод марочных вин был основан 1 февраля 1961 года. В этом же году стал функционировать цех столовых вин. Завод расположился в тоннелях ранее существовавших каменоломен в городе Инкерман. Здесь располагались дубовые буты и специальное оборудования для производства марочных вин. Были заложены первые марки вин: «Каберне Качинское», «Ркацители Инкерманское» и другие.
В 1963 году изготовлено первое марочное вино «Ркацители Инкерманское».
В 1967 году введены в эксплуатацию цеха выдержки крепких и десертных вин.
В 1970 году на Втором Международном конкурсе вин и коньяков в Ялте, марочные вина завода награждены золотыми и серебряными медалями.
В 1975-2006 годах директором Инкерманского завода марочных вин был заслуженный работник промышленности Украины, почетный гражданин Севастополя А. М. Филиппов.
В 1980 году создана научно-исследовательская лаборатория.
В 1989 году специалистами завода и «Крымсовхозвинпрома» созданы: марочные («Алиготе Крымское» и другие) и ординарные («Гераклея» и другие) вина.
В 1995 году вина Инкерманского завода марочных вин удостоены наград на Первом Международном конкурсе вин «Крымвино-95» в Ялте.
В 2000 году создана торговая марка «Inkerman».
В 2004 году директором завода становится А. Н. Моисейкин. Вина завода награждены золотыми медалями на Международном конкурсе вин и коньяков «Золотой грифон — 2004» в Ялте.
С 1 января 2005 года Инкерманский завод марочных вин входит в состав Первого Национального винодельческого Холдинга.
В 2008 году разработаны новые марки молодых вин, вошедшие в «коллекцию молодых вин» завода.
С 2011 года все активы «Инкермана» — завод, совхоз, агрофирма — были консолидированы в холдинг Inkerman International AB с главной конторой (офисом) в Стокгольме, владельцем компании являлся украинский бизнесмен Валерий Шамотий. Вскоре он продал инвестфондам Horizon Capital (США) 20 % акций и Hartwall Capital (Финляндия) 40 % акций.
В 2019 году владельцем 100 % акций Inkerman International AB стал российский винодел Валерий Захарьин однако фактически завод принадлежит структурам близким к российскому предпринимателю Юрию Ковальчуку.

## Вина Inkerman
На Инкерманском заводе создаются марочные, выдержанные, ординарные и молодые вина. Марочные вина — «Каберне Качинское», «Алиготе Крымское», «Жемчужина Инкермана» и портвейн «Севастополь» входят в коллекцию Grand Reserve.

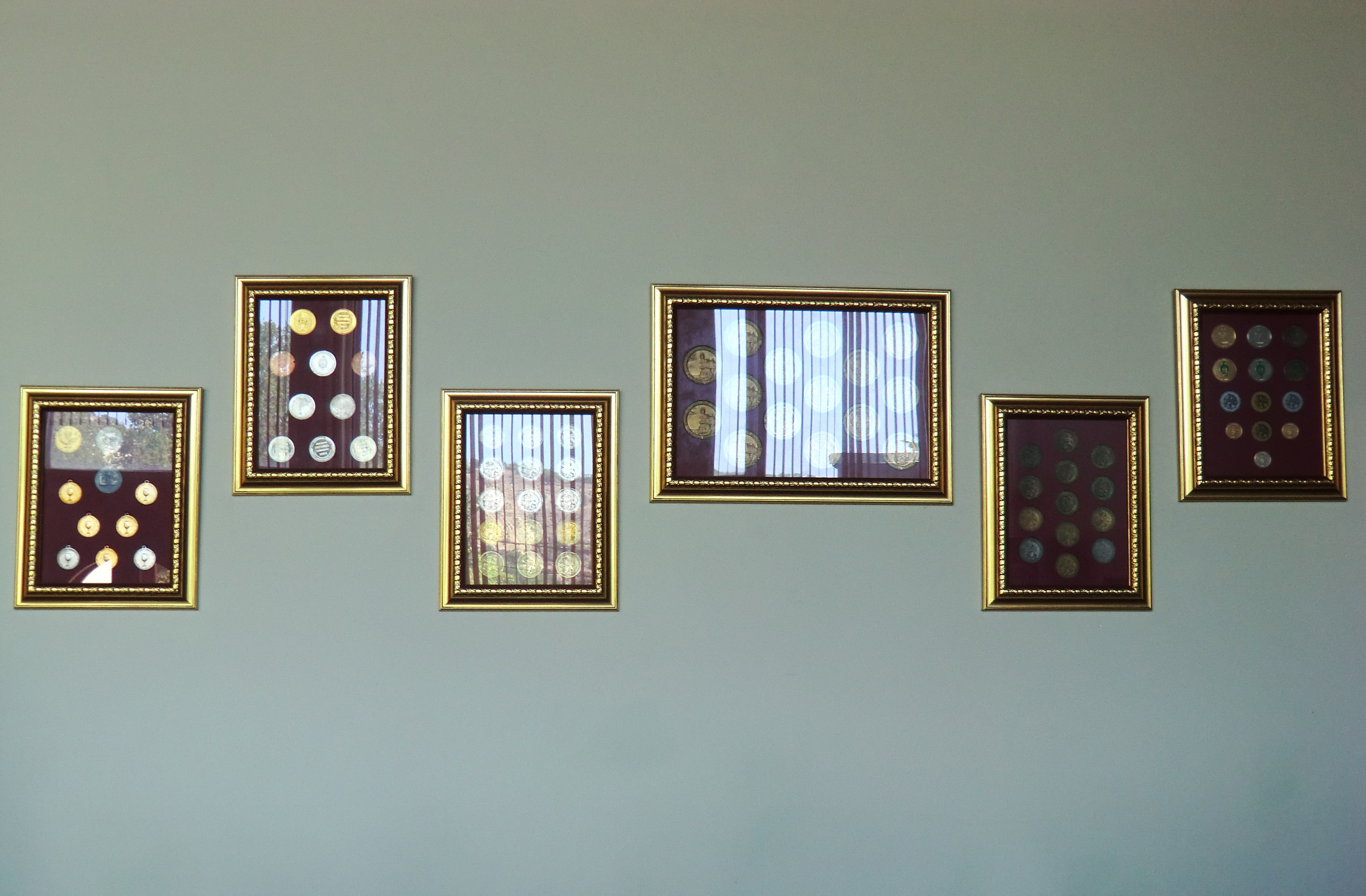
Награды, полученные винами Инкерманского завода марочных вин на международных конкурсах